# Alfre Woodard
Alfre Ette Woodard (Tulsa, 8 novembre 1952) è un'attrice statunitense.

## Biografia
Ottiene il primo ruolo importante nel 1980, in Health di Robert Altman; tre anni dopo viene candidata all'Oscar alla miglior attrice non protagonista per il film La foresta silenziosa (1983). Negli anni seguenti si divide tra cinema e televisione: interpreta la Dr.ssa Roxanne Turner nella serie A cuore aperto, è protagonista di Crooklyn (1994) di Spike Lee e nel 1996 interpreta Lily Sloane, l'assistente di Zefram Cochrane, in Star Trek - Primo contatto. Ha partecipato a molti film, come The Core (2003), The Forgotten (2004), Beauty Shop (2005), ma è nota soprattutto per il ruolo della casalinga Betty Applewhite nella seconda stagione della serie tv Desperate Housewives. Nel film d'animazione Dinosauri dà la voce al personaggio Plio.

## Vita privata
È sposata con lo scrittore Roderick M. Spencer e ha due figli adottivi, Mavis (1989) e Duncan (1993); inoltre è seguace della Chiesa Scientista nonché attivista per il Partito Democratico.

## Premi
Nel corso della sua carriera è stata candidata una volta al Premio Oscar, una volta ai Grammy Award, 17 volte agli Emmy (vincendone 4), 3 al Golden Globe (vincendone uno), 6 allo Screen Actors Guild Award (vincendolo 3 volte) e 2 al Satellite Award (vincendolo in un'occasione).

## Filmografia

### Attore

#### Cinema
- Ricorda il mio nome (Remember My Name), regia di Alan Rudolph (1978)
- Health, regia di Robert Altman (1980)
- La foresta silenziosa (Cross Creek), regia di Martin Ritt (1983)
- Oltre ogni limite (Extremities), regia di Robert M. Young (1986)
- S.O.S. fantasmi (Scrooged), regia di Richard Donner (1988)
- Regina senza corona (Miss Firecracker), regia di Thomas Schlamme (1989)
- Grand Canyon - Il cuore della città (Grand Canyon), regia di Lawrence Kasdan (1991)
- La pistola nella borsetta (The Gun in Betty Lou's Handbag), regia di Allan Moyle (1992)
- Amori e amicizie (Passion Fish), regia di John Sayles (1992)
- Cambiar vita (Rich in Love), regia di Bruce Beresford (1992)[3]
- 4 fantasmi per un sogno (Heart and Souls), regia di Ron Underwood (1993)
- Bopha!, regia di Morgan Freeman (1993)
- Blue Chips - Basta vincere (Blue Chips), regia di William Friedkin (1994)
- Crooklyn, regia di Spike Lee (1994)
- Gli anni dei ricordi (How to Make an American Quilt), regia di Jocelyn Moorhouse (1995)
- Schegge di paura (Primal Fear), regia di Gregory Hoblit (1996)
- Star Trek - Primo contatto (Star Trek: First Contact), regia di Jonathan Frakes (1996)
- L'albero dei desideri (The Wishing Tree), regia di Ivan Passer (1999)
- Mumford, regia di Lawrence Kasdan (1999)
- Love & Basketball, regia di Gina Prince-Bythewood (2000)
- Lost Souls - La profezia (Lost Souls), regia di Janusz Kaminski (2000)
- K-PAX - Da un altro mondo (K-PAX), regia di Iain Softley (2001)
- The Singing Detective, regia di Keith Gordon (2003)
- The Core, regia di Jon Amiel (2003)
- Mi chiamano Radio (Radio), regia di Michael Tollin (2003)
- The Forgotten, regia di Joseph Ruben (2004)
- Beauty Shop, regia di Bille Woodruff (2005)
- Something New, regia di Sanaa Hamri (2006)
- Ti va di ballare? (Take the Lead), regia di Liz Friedlander (2006)
- American Violet, regia di Tim Disney (2008)
- The Family That Preys, regia di Tyler Perry (2008)
- 12 anni schiavo (12 Years a Slave), regia di Steve McQueen (2013)
- Annabelle, regia di John R. Leonetti (2014)
- Mississippi Grind, regia di Ryan Fleck & Anna Boden (2015)
- Captain America: Civil War, regia di Anthony e Joe Russo (2016)
- Il codice del silenzio (Burning Sands), regia di Gerard McMurray (2017)
- Saint Judy, regia di Sean Hanish (2018)
- Clemency, regia di Chinonye Chukwu (2019)
- Juanita, regia di Clark Johnson (2019)
- Un padre (Parenthood), regia Paul Weitz (2021)
- The Gray Man, regia di Anthony e Joe Russo (2022)
- Weathering, regia di Megalyn Echikunwoke (2023)
- The Book of Clarence, regia di Jeymes Samuel (2023)
- Summer Camp, regia di Castilel Landon (2024)
- Le notti di Salem (Salem's Lot), regia di Gary Dauberman (2024)

#### Televisione
- The Trial of the Moke, regia di Stan Lathan – film TV (1978)
- La strada della libertà (Freedom Road), regia di Ján Kadár – film TV (1979)
- The Sophisticated Gents, regia di Harry Falk – film TV (1981)
- Precious Blood, regia di Robert Altman – film TV (1982)
- The Ambush Murders, regia di Steven Hilliard Stern – film TV (1982)
- Tucker's Witch – serie TV, 12 episodi (1982-1983)
- Hill Street giorno e notte (Hill Street Blues) serie TV, 3 episodi (1983)
- Sweet Revenge, regia di David Greene – film TV (1984)
- A cuore aperto (St. Elsewhere) – serie TV, 13 episodi (1985-1989)
- Words by Heart, regia di Robert C. Thompson – film TV (1985)
- Cause innaturali (Unnatural Causes), regia di Lamont Johnson – film TV (1986)
- Mandela, regia di Philip Saville – miniserie TV (1987)
- The Child Saver, regia di Stan Lathan – film TV (1988)
- Il coraggio di una madre (A Mother's Courage: The Mary Thomas Story), regia di John Patterson – film TV (1989)
- I viaggi di Gulliver (Gulliver's Travels), regia di Charles Sturridge – miniserie TV (1996)
- Una nuova vita (Down in the Delta), regia di Maya Angelou – film TV (1998)
- Una drag queen come mamma (Holiday Heart), regia di Robert Townsend – film TV (2000)
- Viaggio nel mondo che non c'è (A Wrinkle in Time), regia di John Kent Harrison – film TV (2003)
- Desperate Housewives – serie TV, 19 episodi (2005-2006)
- The Water Is Wide, regia di John Kent Harrison – film TV (2006)
- My Own Worst Enemy – serie TV, 9 episodi (2008)
- Three Rivers – serie TV, 12 episodi (2009-2010)
- Memphis Beat – serie TV, 20 episodi (2010-2011)
- True Blood – serie TV, 5 episodi (2010-2012)
- Grey's Anatomy – serie TV, episodio 8x08 (2011)
- Steel Magnolias - Fiori d'acciaio (Steel Magnolias), regia di Kenny Leon – film TV (2012)
- State of Affairs – serie TV, 13 episodi (2014-2015)
- The Last Ship – serie TV, 3 episodi (2014-2015)
- Una serie di sfortunati eventi (A Series of Unfortunate Events) – serie TV, 2 episodi (2017)
- Luke Cage – serie TV, 23 episodi (2016-2018)
- See – serie TV, 16 episodi (2019-2021)

### Doppiatore
- Dinosauri (Dinsoaur), regia di Eric Leighton e Ralph Zondag (2000)
- La famiglia della giungla (The Wild Thornberrys Movie), regia di Cathy Malkasian e Jeff McGrath (2002)
- Il re leone (The Lion King), regia di Jon Favreau (2019)

## Doppiatrici italiane
Nelle versioni in italiano dei suoi lavori, Alfre Woodard è stata doppiata da:
- Antonella Giannini in La pistola nella borsetta, Three Rivers, Il mondo di Hollis Woods, Un padre, Il vangelo secondo Clarence, Summer Camp, Le notti di Salem
- Ludovica Modugno in Crooklyn, I viaggi di Gulliver, Desperate Housewives, Ti va di ballare?, Memphis Beat, Juanita
- Alessandra Cassioli in Annabelle, Una serie di sfortunati eventi, Weathering
- Emanuela Baroni in Beauty Shop, State of Affairs, The Last Ship
- Ida Sansone in Regina senza corona, 4 fantasmi per un sogno
- Serena Verdirosi in Mi chiamano radio, Luke Cage
- Cinzia De Carolis in My Own Worst Enemy, See
- Roberta Paladini in La foresta silenziosa
- Anna Rita Pasanisi in Oltre ogni limite
- Stefanella Marrama in S.O.S fantasmi
- Anna Cesareni in Grand Canyon - Il cuore della città
- Cristina Boraschi in Amori e amicizie
- Aurora Cancian in Blue Chips - Basta vincere
- Angela Citterich in Schegge di paura
- Tiziana Avarista in Primo contatto
- Claudia Catani in Lost Souls - La profezia
- Anna Cugini in The Singing Detective
- Pinella Dragani in The Core
- Cristiana Lionello in The Forgotten
- Valeria Perilli in Grey's Anatomy
- Stefania Romagnoli in Something New
- Rita Savagnone in Private Practice
- Elena Bianca in True Blood
- Patrizia Burul in Captain America: Civil War
- Miriam Spera in Il codice del silenzio
- Laura Romano in The Gray Man

Da doppiatrice è sostituita da:
- Antonella Giannini ne Il re leone, Moon Girl e Devil Dinosaur
- Angiola Baggi in Dinosauri
- Isabella Pasanisi in La famiglia della giungla

## Riconoscimenti
Premi Oscar 1984 – Candidatura all'Oscar alla miglior attrice non protagonista per La foresta silenziosa